# De fem benspænd
De fem benspænd er en dansk film fra 2003 af Jørgen Leth og Lars von Trier, der tager udgangspungt i Jørgen Leths kortfilm Det perfekte menneske fra 1967. Lars von Trier finder på at Jørgen Leth endnu engang skal indspille filmen, men denne gang med nogle regler som vennen opstiller. Jørgen Leth skal indspille filmen i alt fem gange og for hver gang skal han skrive et digt og vil få udstukket nogle nye regler han skal forholde sig til.
Filmen blev valgt som det danske bud til Oscaruddelingen i 2004.